# Mike Starr (aktor)
Mike Starr (ur. 29 lipca 1950 w Queens, Nowy Jork) – amerykański aktor telewizyjny i filmowy.

## Życiorys
Urodził się w Flushing części Queens. Jest absolwentem Hofstra University. Od 1975 żonaty z pracującą jako chirurg Joanne, mają troje dzieci: Cassy, Nicole i John. Jego brat Beau Starr również jest aktorem.

## Filmografia

### Filmy
- Chłopcy z ferajny (1990) jako Frenchy
- Bodyguard (1992) jako Tony Scipelli
- Dziewczyna gangstera (1993) jako Harold
- Na zabójczej ziemi (1994) jako Big Mike
- Głupi i głupszy (1994) jako Joe Mentalino
- Pożar uczuć (1995) jako sierżant Zikowski
- Krew i wino (1996) jako Mike
- Gloria (1999) jako Sean
- Synowie mafii (2001) jako Bobby Boulevard
- Zabójcza blondynka (2004) jako Sal
- Zimne dranie (2005) jako Roy Gellis
- Czarna Dalia (2006) jako detektyw Russ Millard
- Zabić Irlandczyka (2011) jako Leo Moceri

### Seriale
- Okrutne ulice jako Mickey Kinnear
- Nie ma sprawy jako Kenny Sandusky
- Lekarz mafii jako Al Trapani